# Joe Breeze

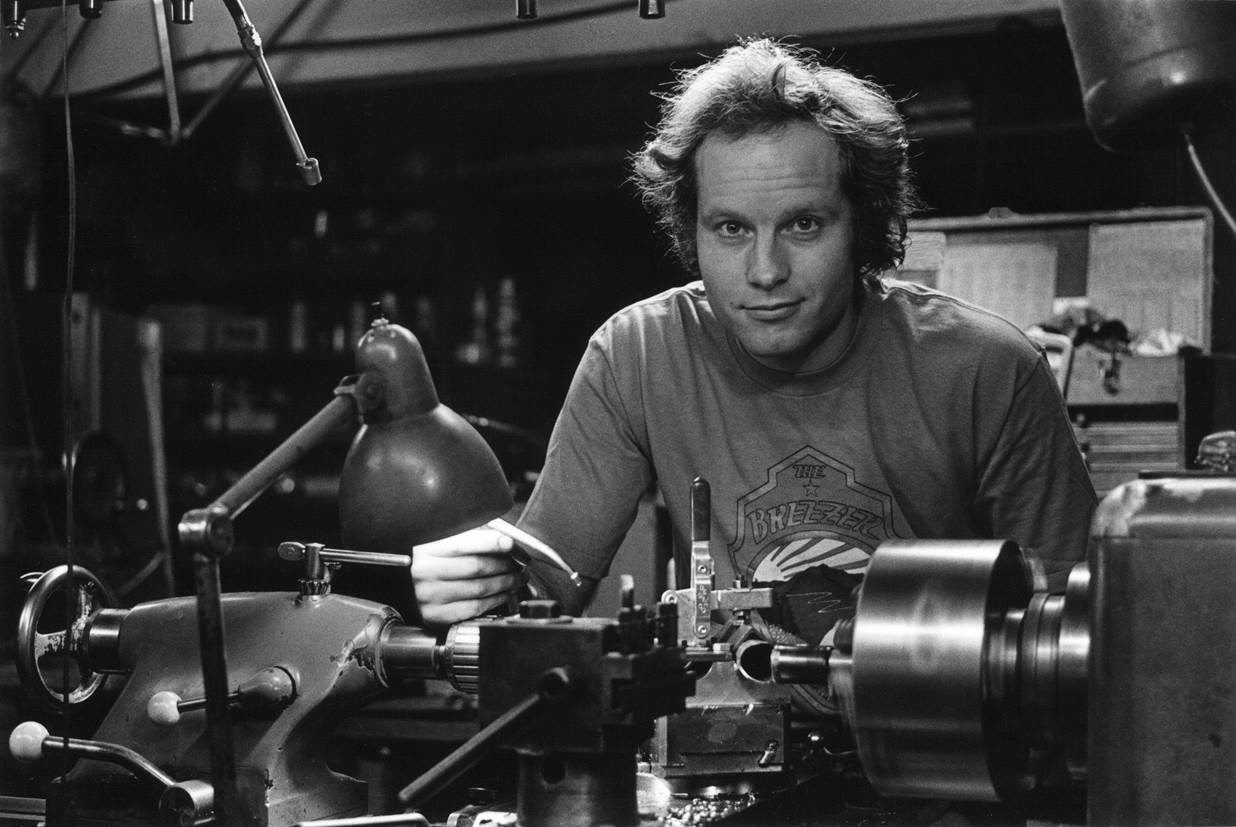
Joe Breeze, 1984

Joe Breeze (nascido em 1953) é um projetista e construtor de quadros de bicicleta e advogado da região de Marin, Califórnia, nos Estados Unidos da América. Um dos primeiros participantes no esporte denominado Mountain Biking, Breeze, acompanhado de outros pioneiros, incluindo Gary Fisher, Charlie Kelly, e Tom Ritchey, é conhecido por seu papel no desenvolvimento da bicicleta de montanha. Breeze é creditado como projetista e construtor dos primeiros quadros voltados especificamente à prática do Mountain Biking, que foram chamadas de Breezers.

Ele construiu seu primeiro protótipo, conhecido como Breezer #1, em 1977 e completou nove outras Breezers dessa série em 1978. A Breezer #1 faz parte agora da coleção do Museu Nacional da História Americana.
Breeze, um ciclista de estrada nos anos de 1970, estava entre os mais rápidos corredores da  Repack, corrida pioneira que tinha lugar ao oeste de Fairfax, Califórnia. Ele venceu 10 das 24 provas Repack, que se realizaram entre 1976 e 1984. Breeze faz parte do Hall da Fama do Mountain Bike desde 1988.
Breeze desenvolveu bicicletas de montanha e de estrada dos anos de 1980 até parte dos de 1990, e então focou seus esforços na advocacia da bicicleta como meio de transporte. No início dos anos 2000, ele dedicou sua marca Breezer inteiramente ao transporte, introduzindo, em 2002, uma linha  de bicicletas voltadas para o uso quotidiano, equipando-as para viagens locais.
Em 2008, Breeze vendeu a marca Breezer para a Advanced Sports International (ASI) da Filadélfia, Pensilvânia e desde então ele tem trabalhado para tal companhia como projetista de quadros da marca Breezer, desenhando tanto bicicletas de transporte quanto de estrada e de montanha.